# Nguelemendouka
Nguelemendouka är en stad och kommun i Kamerun.